# Карл, Карл (композитор)

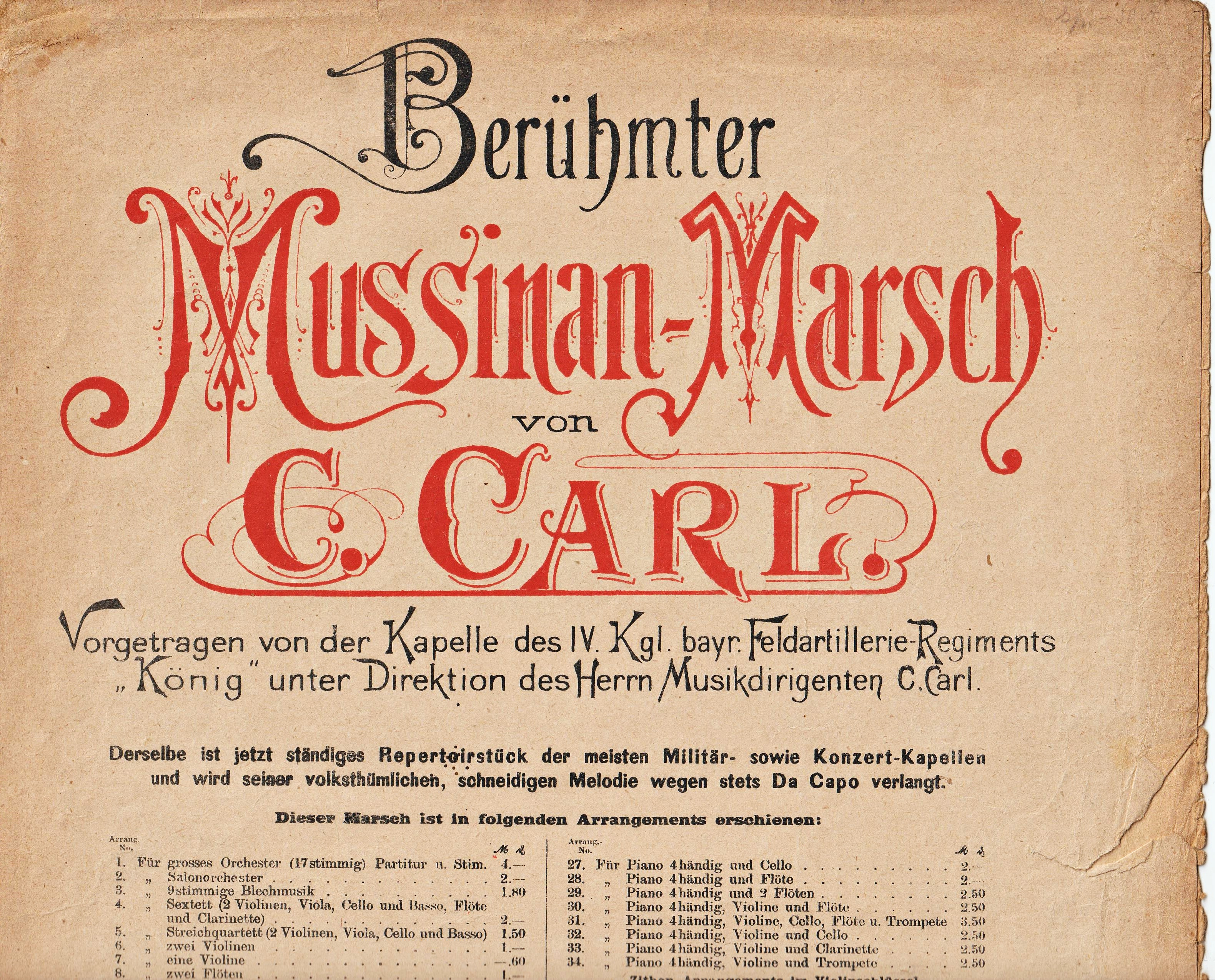
Муссинанский марш, партитура около 1900 г.

Карл Карл (нем. Carl Karl; 4 апреля 1830, Форххайм — 20 августа 1898, Мюнхен) — баварский военный музыкант и композитор маршевой музыки.

## Биография
В возрасте 18 лет Карл Карл добровольно поступил на службу трубачом в баварский 1-й принца-регента Луитпольда полк полевой артиллерии (Königlich Bayerisches 1. Feldartillerie-Regiment „Prinzregent Luitpold“). Когда в Аугсбурге был сформирован 4-й полк полевой артиллерии, он по конкурсу занял в нём должность штаб-трубача. Свыше 30 лет он возглавлял духовой оркестр аугсбургского полка (из-за небольшой численности оркестра капельмейстера в таких полках не полагалось) и добился беспрецедентно высокого качества его исполнения. Нередко король Людвиг II вызывал его в Мюнхен вместе с оркестром для музыкального сопровождения королевских обедов.
В 1890 г. он вышел в отставку и спустя 8 лет умер.
Самое известное из его произведений — «Марш Муссинана», написанный в честь уходящего с должности командира полка риттера Людвига фон Муссинана, отличившегося во Франко-прусской войне. Наряду с ним, сочинил ряд других маршей и танцев, которые в настоящее время хранятся в Баварской государственной библиотеке.